# Nick Joaquin

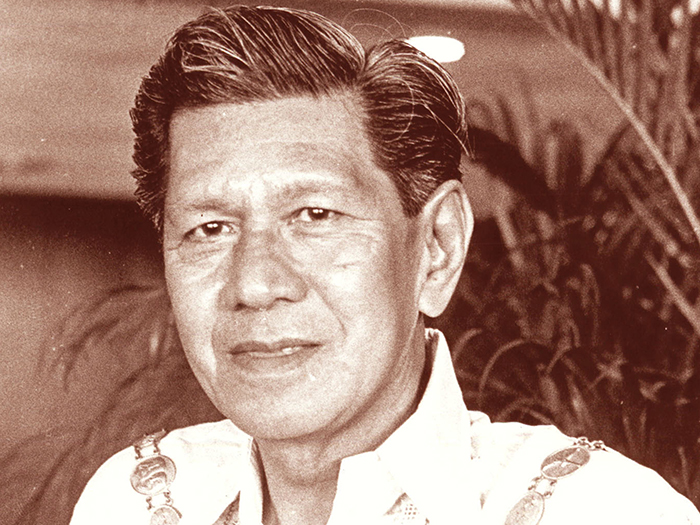
Nick Joaquin

Nicomedes Márquez Joaquín (Manilla, 4 mei 1917 – San Juan, 29 april 2004), beter bekend als Nick Joaquin, was een Filipijns schrijver, historicus en journalist. Joaquín stond het meest bekend om zijn korte verhalen en novelles in de Engelse taal. Joaquín maakte als journalist ook wel gebruik van het pseudoniem Quijano de Manila. In 1976 werd hem de titel Filipijns Nationaal Artiest toegekend door toenmalig president Ferdinand Marcos.

## Levensloop
Joaquín werd geboren in de wijk Paco in de Filipijnse hoofdstad Manilla. Hij maakte zijn middelbare school niet af en verdiende zijn geld met diverse baantjes. Ondertussen las hij veel in de National Library of the Philippines en de bibliotheek van zijn vader Leocadio Joaquín, een voormalig advocaat en kolonel in de Filipijnse Revolutie. Dit stimuleerde zijn interesse in het schrijversvak. Zijn eerste gepubliceerde werk stond in de literatuursectie van het vooroorlogse tijdschrift Tribune.
Nadat hij een landelijke schrijfwedstrijd had gewonnen kende de university of Santo Tomas Joaquín een ere-Associate Degree Kunst toe. Tevens won hij een beurs om te studeren aan het St. Albert's College, een Dominicaans klooster in Hongkong. Na zijn terugkeer in de Filipijnen ging hij werken bij de Philippines Free Press, waar hij begon als proeflezer. Hier viel hij al snel op door zijn gedichten, verhalen en toneelstukken en zijn bijdrages als journalist, onder het pseudoniem Quijano de Manila. Zijn stijl als journalist kenmerkte zich door een combinatie van intellect en provocatie, een onbekend genre in de Filipijnen van die tijd.

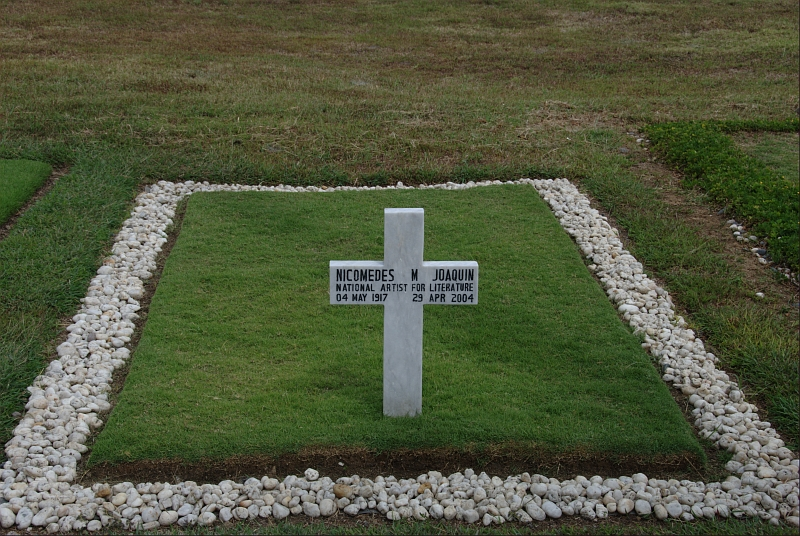
Nick Joaquin ligt begraven op de begraafplaats voor helden (Libingan ng mga Bayani)

Joaquín was een diep bewonderaar van José Rizal, de nationale held van de Filipijnen en schreef als huldebetoon diverse boeken zoals The Storyteller's New Medium - Rizal in Saga, The Complete Poems and Plays of Jose Rizal en A Question of Heroes: Essays in Criticism on Ten Key Figures of Philippine History. Hij vertaalde ook Rizals afscheidsgedicht: "Land That I Love, Farewell!"
Joaquín was lid van de Philippine Board of Censors voor bioscoopfilms ten tijde van de regeringen van Diosdado Macapagal en Ferdinand Marcos. Hoewel hij in 1976 de prijs nationaal artiest van de Filipijnen kreeg toegekend door Marcos, liet hij zich volgens schrijver Marra PL. Lano niet door het autoritaire regime beïnvloeden. Zo kreeg hij het voor elkaar om de gevangen schrijver José F. Lacaba vrij te krijgen. Toen Joaquín later bij een bijeenkomst met Imelda Marcos in de zaal een betoog hield over het belang van vrijheid en kunst, werd hij nadien nooit meer uitgenodigd voor voordrachten bij belangrijke culturele evenementen.
Joaquín overleed op 29 april 2004 in zijn huis in San Juan aan de gevolgen van een hartstilstand. Op het moment van zijn overlijden was hij redacteur van het tijdschrift Philippine Graphic en uitgever van het zusterblad, Mirror Weekly, een vrouwentijdschrift. Verder schreef hij columns voor de Philippine Daily Inquirer en voor het opinieblad Isyu.

## Werken van Nick Joaquín
- Prose and Poems (1952)
- The Woman Who had Two Navels (1961)
- La Naval de Manila and Other Essays (1964)
- A Portrait of the Artist as Filipino(1966)
- Tropical Gothic (1972)
- A Question of Heroes (1977)
- Jeseph Estrada and Other Sketches (1977)
- Nora Aunor & Other Profiles (1977)
- Ronnie Poe & Other Silhouettes (1977)
- Reportage on Lovers (1977)
- Reportage on Crime (1977)
- Amalia Fuentes & Other Etchings (1977)
- Gloria Diaz & Other Delineations (1977)
- Doveglion & Other Cameos (1977)
- Language of the Streets and Other Essays (1977)
- Manila: Sin City and Other Chronicles (1977)
- Tropical Baroque (1979),
- Stories for Groovy Kids (1979)
- Language of the Street and Other Essays (1980)
- The Ballad of the Five Battles (1981)
- The Aquinos of Tarlac: An Essay on History as Three Generations (1983)
- Almanac for Manileños
- Cave and Shadows (1983)
- The Quartet of the Tiger Moon: Scenes from the People Power Apocalypse (1986)
- Collected Verse (1987)
- Culture and History: Occasional Notes on the Process of Philippine Becoming (1988)
- Manila, My Manila: A History for the Young (1990),
- The D.M. Guevara Story (1993),
- Mr. F.E.U., the Culture Hero That Was Nicanor Reyes (1995).
- Rizal in Saga (1996)

## Onderscheidingen
- José García Villa's Honor Roll (1940)
- Philippines Free Press korte verhalen wedstrijd (1949)
- Ten Most Outstanding Young Men of the Philippines (TOYM), voor literatuur (1955)
- Don Carlos Palanca Memorial Literary Awards (1957-1958; 1965; 1976)
- Harper Publishing Company (New York, U.S.A.) schrijversbeurs
- Stonehill Award for the Novel (1960)
- Republic Cultural Heritage Award (1961)
- Patnubay ng Sining at Kalinangan Award van de stad Manilla (1964)
- Nationaal Artiest van de Filipijnen (1976).
- S.E.A. Write Award (1980)
- Ramon Magsaysay Award voor literatuur (1996)
- Tanglaw ng Lahi Award from the Ateneo de Manila University (1997)
- Diverse ESSO journalime prijzen, waaronder de hoog aangeslagen prijs Journalist van het jaar.
- Diverse National Book Awards van de Manila Critics' Circle voor The Aquinos of Tarlac: An Essay in History as Three Generations; The Quartet of the Tiger Moon: Scenes from the People Power Apocalypse; Culture and History: Occasional Notes on the Process of Philippine Becoming; The World of Damian Domingo: 19th Century Manila (mede geschreven door Luciano P.R. Santiago); en Jaime Ongpin: The Enigma: The Profile of a Filipino as Manager.